# Hermann Ehrne von Melchthal
Hermann Ehrne von Melchthal (* 28. Juli 1843 auf Schloss Spielberg bei Unterschweinbach, Gemeinde Egenhofen; † 14. Oktober 1899) war ein Offizier der Bayerischen Armee.

## Leben
Er war der Sohn des Gutsbesitzers Georg Ehrne von Melchthal und dessen Gattin Karoline, geborene Niederhofer. Im Alter von sechzehn Jahren trat er als Freiwilliger am 11. August 1859 in das 2. Infanterie-Regiment „Kronprinz“ ein. Vom Kadetten über Vizekorporal und Korporal zum Sergeanten befördert wurde er im Herbst 1863 zur Kriegsschule kommandiert. Am 20. Mai 1866 trat er mit Beförderung zum Unterlieutenant beim Infanterie-Leib-Regiment an.
Im Krieg gegen Preußen 1866 lieferte er den ersten Beweise für seinen Schneid, so dass er gemäß Allerhöchster Entschließung vom 9. März 1867 für seine Leistungen in jenem Feldzug ausdrücklich gelobt wurde. Im Deutsch-Französischen Krieg war als Lieutenant Führer des III. Zuges in der 8. Kompanie des Infanterie-Leib-Regiments und nahm am 1. September 1870 an der Schlacht von Sedan teil, wofür er mit dem Eisernen Kreuz II. Klasse ausgezeichnet wurde und später gemäß Armeebefehl vom 1. November 1870 das Ritterkreuz II. Klasse des Militärverdienstordens erhielt. In der Schlacht bei Loigny und Poupry am 2. Dezember 1870 bewies er nicht nur Tapferkeit, sondern auch Nervenstärke und Überblick.
Ein unter dem Vorsitz von Generalleutnant Joseph Maximilian von Maillinger am 12. Februar 1871 in Grosbois einberufenes Ordenskapitel erkannte mit Stimmenmehrheit Melchthal für würdig, in den Militär-Max-Joseph-Orden aufgenommen zu werden. Mit Allerhöchstem Signat vom 20. Februar 1871 wurde er zum Ritter ernannt. Der am 3. April 1871 erlassene Armeebefehl würdigt nochmals seine Tapferkeit und militärischen Verdienste im Kriege gegen Frankreich durch eine ausdrückliche Belobigung. Am 3. November 1880 zum Hauptmann befördert wurde er Kompaniechef im 12. Infanterie-Regiment „Prinz Arnulf“. Er starb als Major a. D. am 14. Oktober 1899.